# 마이위전
마이위전(중국어 정체자: 麥玉珍, 병음: Mài Yùzhēn, 1973년 10월 14일 ~ )은 타이완의 정치인, 제11대 입법위원이다. 